# 莱申采福卢
莱申采福卢，是匈牙利维斯普雷姆州所辖的一个村，总面积7.19平方公里，总人口314，人口密度43.7人/平方公里（2010年1月1日）。